# Bộ Cá đao
Bộ Cá đao (danh pháp khoa học: Pristiformes), là một bộ cá dạng cá đuối, với đặc trưng là một mũi sụn dài ra ở mõm. Một số loài có thể phát triển dài tới 7 mét.. Phần lớn các loài là không biết rõ và ít được nghiên cứu. Chúng là thành viên của họ còn sinh tồn duy nhất là Pristidae trong bộ Pristiformes, với từ nguyên bắt nguồn từ tiếng Hy Lạp cổ đại pristēs (πρίστης) có nghĩa là "thợ cưa" hay "cái cưa". Chúng thường hay bị nhầm lẫn với các loài trong bộ Cá nhám cưa (Pristiophoriformes) vì hình dáng tương tự.
Tất cả các loài cá đao được xếp vào danh sách loài cực kỳ nguy cấp của IUCN.

## Phân bố và môi trường sống
Cá đao được tìm thấy trong khu vực nhiệt đới và cận nhiệt đới ở Đại Tây Dương và Ấn Độ-Thái Bình Dương. Chúng sinh sống ở các vùng ven biển như vịnh và các cửa sông, nhưng thường xuyên thâm nhập vào các con sông và hồ lớn như hồ Nicaragua.
Cá đao chỉ sống ở vùng nước nông và lầy lội, có thể được tìm thấy trong cả khu vực nước ngọt và nước mặn. Tất cả các loài cá đao có khả năng di chuyển qua lại giữa khu vực nước ngọt và nước mặn.

## Mô tả
Điểm đặc biệt nhất của cá đao là phần mõm dài hình lưỡi cưa. Phần mõm được bao phủ bởi các lỗ chân lông nhạy cảm cho phép cá đao phát hiện chuyển động của con mồi ẩn dưới đáy biển. Đồng thời nó cũng được dùng như là một công cụ đào bới để tìm kiếm các động vật giáp xác và vũ khí tự vệ, chống lại sự săn bắt của con người và động vật ăn thịt như cá mập. "Răng" nhô ra từ mõm không phải là răng thực sự, nhưng chúng là các cấu trúc giống như răng đã biến đổi, được gọi là các "răng nhỏ".
Cơ thể và đầu của cá đao phẳng, và chúng dành phần lớn thời gian của mình để nằm trên đáy biển. Miệng và lỗ mũi của chúng nằm ở mặt dưới giống như các loài cá đuối. Miệng được lót bằng răng nhỏ, hình vòm để ăn cá nhỏ và động vật giáp xác. Cá đao thở bằng hai lỗ thở phía sau mắt. Lớp da được bao phủ bằng một lớp răng nhỏ xíu bằng chất da, tạo ra một kết cấu thô ráp. Cá đao thường có màu xám nhạt hoặc nâu, riêng cá đao răng nhỏ Đại Tây Dương (Pristis pectinata) có màu xanh ô liu.
Giống như các loài elasmobranchii khác, cá đao thiếu bong bóng và chúng kiểm soát sức nổi bằng một lá gan lớn chứa nhiều dầu. Bộ xương của chúng được cấu tạo bằng chất sụn.
Đôi mắt của cá đao không phát triển do môi trường sống trong bùn. Thiết bị cảm giác chính của cá đao là phần mõm. Ruột có hình dạng giống như cái mở nút chai, được gọi là van xoắn ốc.
Cá đao nhỏ nhất là cá đao lùn (P. clavata), có thể phát triển tới chiều dài đạt 1,4 mét (4,6 ft), nhỏ hơn nhiều hơn so với những thành viên khác. Loài lớn nhất là cá đao răng lớn (P. perotteti), cá đao răng nhỏ (P. microdon), và cá đao thường (P. pristis), tất cả đều có thể đạt tới 7 m (23 ft)  Một con cá đao phía Nam được ghi nhận là có trọng lượng tới 2,455 tấn (£ 5410).

## Sinh học
Cá đao hoạt động về đêm, thường ngủ vào ban ngày và đi săn vào ban đêm. Mặc dù xuất hiện với hình dáng đáng sợ nhưng chúng lại không hề tấn công con người trừ khi bị khiêu khích hoặc hoảng sợ. Săn bắt cá đao là bất hợp pháp ở Mỹ và Úc.
Ít có thông tin về thói quen sinh sản của cá đao. Chúng trưởng thành đạt khả năng sinh sản trong 10 năm.
Cá đao được ước tính giao phối hai năm một lần, với một lứa trung bình sinh khoảng tám con non. Các con non trưởng thành rất chậm, người ta ước tính rằng các loài cá đao lớn không đạt đến độ thuần thục sinh sản cho đến khi có chiều dài 3,5 đến 4 mét (11 đến 13 ft) và từ 10 đến 12 năm tuổi. Chúng sinh sản ở mức độ thấp nhất so với nhiều loài cá khác. Điều này làm cho các loài cá đao phục hồi chậm bởi tình trạng săn bắt quá mức.
Phôi thai phát triển bên trong cơ thể con mẹ cho tới khi con non được sinh ra. Phần mõm bán cứng của con non khi đẻ được bao phủ bởi một lớp màng. Điều này giúp con mẹ không bị thương trong quá trình sinh. 

## Phân loại

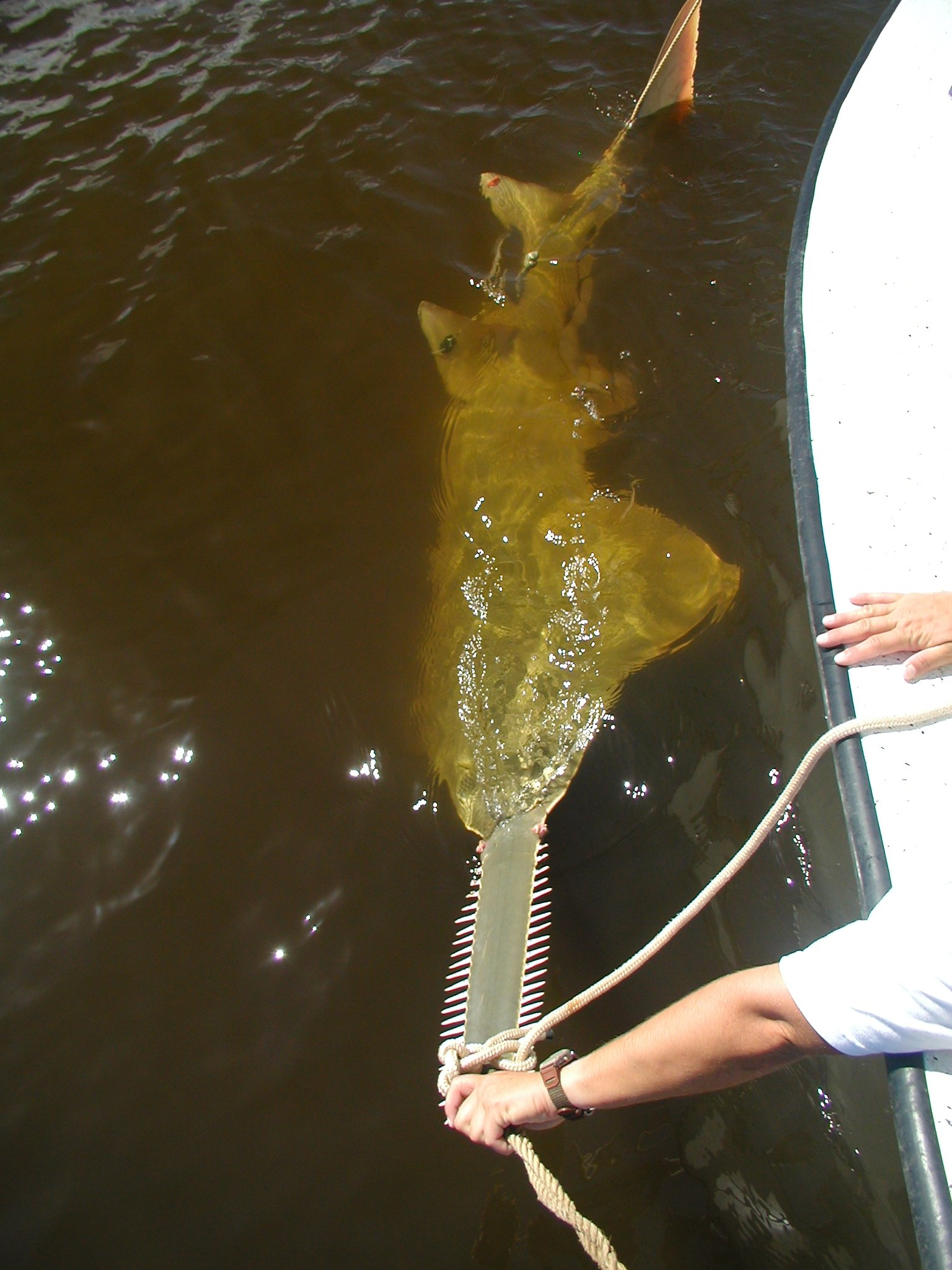
Một con cá đao lớn bị buộc dọc mạn tàu

Có 7 loài cá đao nằm trong hai chi.. Phức hợp loài Pristis pristis, bao gồm cả P. microdon và P. perotteti nên phân loại của chúng đang được xem xét lại
Họ Pristidae Bonaparte, 1838
- Chi Anoxypristis E. I. White và Moy-Thomas, 1941
  - Anoxypristis cuspidata (Latham, 1794) (Cá đao răng nhọn)
Còn được gọi là cá đao hẹp hay cá đao nhọn. Loài này sống ở khu vực bùn lầy Ấn Độ-Tây Thái Bình Dương. Có màu xám, nhưng có một cưa hẹp giống mỏ chim, có nhiều răng ở phần đỉnh của cưa và không có răng ở đoạn cưa gần đầu.
- Chi Pristis H. F. Linck, 1790
  - Pristis clavata Garman, 1906 (Cá đao lùn)
Còn được gọi là cá đao Queensland. Chúng sống ở dưới bùn tại các vịnh và cửa sông dọc theo bờ biển phía bắc của Úc. Cơ thể của loài này tương đối nhỏ, chỉ đạt khoảng 1,4 m (4,6 ft).
  - Pristis microdon Latham, 1794 (Cá đao răng nhỏ hay cá đao Leichhardt)
Còn được gọi là cá đao răng lớn (tuy nhiên điều này có thể dẫn đến sự nhầm lẫn với loài P. perotteti khi cả hai được coi là loài riêng biệt) hay cá đao nước ngọt. Chúng được giới hạn trong các khu vực ven biển Ấn Độ-Thái Bình Dương, nhưng đôi khi được coi là cùng loài với P. perotteti, và không chắc chắn về sự tồn tại với tên P. microdon, do mô tả ban đầu thiếu địa điểm thu mẫu.
  - Pristis pectinata Latham, 1794 (Cá đao răng nhỏ Đại Tây Dương)
Còn được gọi là cá đao rộng. Chúng có màu xanh lá cây hoặc xanh xám và sống ở ven biển của Đại Tây Dương, bao gồm cả vùng Địa Trung Hải.[11]
  - Pristis perotteti J. P. Müller & Henle, 1841 (Cá đao răng lớn)
Chúng giới hạn tại ven biển nhiệt đới và cận nhiệt đới Đại Tây Dương, phía đông Thái Bình Dương, nhưng có thể sống tại các khu vực nước nội địa (Santarém và hồ Nicaragua). Xem thêm loài P. microdon.
  - Pristis pristis (Linnaeus, 1758) (Cá đao thường)
Sống ở các vùng ven biển nhiệt đới và cận nhiệt đới Đại Tây Dương, Địa Trung Hải, phía đông Thái Bình Dương và miền bắc Australia. Theo như tên của chúng, chúng là loài từng rất phong phú nhưng giảm nhanh chóng về số lượng như nhiều loài cá đao khác.
  - Pristis zijsron Bleeker, 1851 (Cá đao đuôi nhỏ)
Được tìm thấy ở Ấn Độ-Tây Thái Bình Dương. Chúng thích sống ở khu vực bùn tại các vịnh và cửa sông.

## Bảo tồn
Tất cả các loài cá đao được coi là cực kỳ nguy cấp. Chúng bị săn bắt có thể là do vô tình, do săn bắt để lấy phần mõm hình cưa của chúng (có thể do sự tò mò về chúng), vây (là một món ăn ngon), và dầu gan được sử dụng trong y học dân gian.
Phá hủy môi trường sống là một mối đe dọa tới cá đao. Do kích thước lớn lên cá đao đòi hỏi khu vực sinh sống rộng lớn. Trong môi trường nuôi nhốt, cho đến nay cũng đã thành công với loài P. pectinata tại bể cá ở Atlantis Paradise Island.